# 2018-as FIFA-klubvilágbajnokság
A 2018-as FIFA-klubvilágbajnokság (szponzorációs nevén FIFA Club World Cup UAE 2018 presented by Alibaba Cloud) a klubvilágbajnokság 15. kiírása volt. A tornát december 12. és 22. között rendezték az Egyesült Arab Emírségekben, amelyen a hat kontinentális bajnok mellett a házigazda bajnokcsapata is részt vett. A címvédő a spanyol Real Madrid volt, amely az előző két kiírást megnyerte. A spanyol csapat ezen a tornán is az első helyen végzett, miután a döntőben 4–1-re győzött az Al-Ain ellen. A Real Madrid ezzel sorozatban harmadik, összességében negyedik sikerét aratta, amivel a vonatkozó örökranglista élére állt.

## Részt vevő csapatok
A következő csapatok kvalifikálták magukat a tornára:
| Csapat                       | Konföderáció | Kvalifikáció módja                               | Részvételek száma |
| ---------------------------- | ------------ | ------------------------------------------------ | ----------------- |
| Az elődöntőben csatlakozik   |              |                                                  |                   |
| Real Madrid                  | UEFA         | A 2017–2018-as UEFA-bajnokok ligája győztese     | 5                 |
| River Plate                  | CONMEBOL     | A 2018-as Copa Libertadores győztese             | 2                 |
| A negyeddöntőben csatlakozik |              |                                                  |                   |
| Guadalajara                  | CONCACAF     | A 2017–2018-as CONCACAF-bajnokok ligája győztese | 1                 |
| Kasima Antlers               | AFC          | A 2018-as AFC-bajnokok ligája győztese           | 2                 |
| Espérance Tunis              | CAF          | A 2018-as CAF-bajnokok ligája győztese           | 2                 |
| A selejtezőben csatlakozik   |              |                                                  |                   |
| Team Wellington              | OFC          | A 2017–2018-as OFC-bajnokok ligája győztese      | 1                 |
| Al-Ain                       | Házigazda    | A rendező ország 2018-as bajnokságának győztese  | 1                 |

## Helyszínek
A 2017-2018-as és az azt megelőző 2015-2016-os rendezési időszakra 2014 februárjában írtak ki pályázatot, melyre 2014. augusztus 25-ig volt lehetőség pályázni. A Nemzetközi Labdarúgó-szövetség végrehajtó bizottsága a házigazdákat eredetileg a 2014. decemberi, Marokkóban tartott ülésén választotta volna ki.  Három ország, Brazília, az Egyesült Arab Emírségek és Japán nyújtott be pályázatot, végül 2015. március 21-én az Arab Emírségek kapta meg a 2017-es és a 2018-as torna rendezési jogát. A tornát két helyszínen, két stadionban bonyolítják le.
| Abu-Dzabi                                                                             | El-Ajn                                                                              |
| ------------------------------------------------------------------------------------- | ----------------------------------------------------------------------------------- |
| Városi Sportstadion                                                                   | Hazza bin Zayed Stadion                                                             |
| é. sz. 24° 24′ 58″, k. h. 54° 27′ 13″24.416089°N 54.453592°EZayed Sports City Stadium | é. sz. 24° 14′ 44″, k. h. 55° 42′ 60″24.245594°N 55.716583°EHazza bin Zayed Stadium |
| Befogadóképesség: 43,000                                                              | Befogadóképesség: 22,717                                                            |
|                                                                                       |                                                                                     |

## Játékvezetők
A tornára összesen hat játékvezetőt, tizenkét asszisztenst, és hat, a videóbírót felügyelő asszisztenst delegáltak a részt vevő csapatok konföderációi.
| Konföderáció | Játékvezető      | Asszisztens                          | Videóbírót felügyelő asszisztens             |
| ------------ | ---------------- | ------------------------------------ | -------------------------------------------- |
| AFC          | Szató Rjúdzsi    | Szagara Torú Hirosi Yamaucsi         | Mohamed Abdalláh Hasszán Mohamed             |
| CAF          | Mehdi Abid Sarif | Abdelhak Etchiali Anouar Hmila       |                                              |
| CONCACAF     | Jair Marrufo     | Frank Anderson Corey Rockwell        | Mark Geiger                                  |
| CONMEBOL     | Wilton Sampaio   | Rodrigo Figueiredo Bruno Boschilia   | Mauro Vigliano                               |
| OFC          | Matthew Conger   | Tevita Makasini Mark Rule            |                                              |
| UEFA         | Gianluca Rocchi  | Elenito Di Liberatore Mauro Tonolini | Paweł Gil Massimiliano Irrati Danny Makkelie |

## Keretek
Minden részt vevő klubnak 23 fős keretet kellett nevezni a tornára, ezekből három játékosnak kapusnak kell lennie. Cserére sérülés esetén az adott klub első mérkőzését megelőző 24 órában volt lehetőség.

## Mérkőzések

### Ágrajz
|  |                       |                       |                       |                          |                          |                          |                       |                       |                       |             |             |           |           |  |  |                          |                          |                          |
|  | Selejtező             | Selejtező             | Selejtező             |                          |                          | Negyeddöntők             | Negyeddöntők          | Negyeddöntők          |                       |             | Elődöntők   | Elődöntők | Elődöntők |  |  | Döntő                    | Döntő                    | Döntő                    |
|  | Selejtező             | Selejtező             | Selejtező             |                          |                          | Negyeddöntők             | Negyeddöntők          | Negyeddöntők          |                       |             | Elődöntők   | Elődöntők | Elődöntők |  |  | Döntő                    | Döntő                    | Döntő                    |
|  | december 12. – El-Ajn | december 12. – El-Ajn | december 12. – El-Ajn | december 15. – El-Ajn    | december 15. – El-Ajn    | december 15. – El-Ajn    | december 18. – El-Ajn | december 18. – El-Ajn | december 18. – El-Ajn |             |             |           |           |  |  |                          |                          |                          |
|  | december 12. – El-Ajn | december 12. – El-Ajn | december 12. – El-Ajn | december 15. – El-Ajn    | december 15. – El-Ajn    | december 15. – El-Ajn    | december 18. – El-Ajn | december 18. – El-Ajn | december 18. – El-Ajn |             |             |           |           |  |  |                          |                          |                          |
|  | Al-Ain                | Al-Ain                | 3 (4)                 | Espérance de Tunis       | Espérance de Tunis       | 0                        | River Plate           | River Plate           | 2 (4)                 |             |             |           |           |  |  |                          |                          |                          |
|  | Al-Ain                | Al-Ain                | 3 (4)                 | Espérance de Tunis       | Espérance de Tunis       | 0                        | River Plate           | River Plate           | 2 (4)                 |             |             |           |           |  |  |                          |                          |                          |
|  | Team Wellington       | Team Wellington       | 3 (3)                 |                          |                          | Al-Ain                   | Al-Ain                | 3                     |                       |             | Al-Ain      | Al-Ain    | 2 (5)     |  |  | december 22. – Abu-Dzabi | december 22. – Abu-Dzabi | december 22. – Abu-Dzabi |
|  | Team Wellington       | Team Wellington       | 3 (3)                 |                          |                          | Al-Ain                   | Al-Ain                | 3                     |                       |             | Al-Ain      | Al-Ain    | 2 (5)     |  |  | december 22. – Abu-Dzabi | december 22. – Abu-Dzabi | december 22. – Abu-Dzabi |
|  |                       |                       |                       |                          |                          |                          |                       |                       |                       | Real Madrid | Real Madrid | 4         |           |  |  |                          |                          |                          |
|  |                       |                       |                       |                          |                          |                          |                       |                       |                       | Real Madrid | Real Madrid | 4         |           |  |  |                          |                          |                          |
|  | december 15. – El-Ajn | december 15. – El-Ajn | december 15. – El-Ajn | december 19. – Abu-Dzabi | december 19. – Abu-Dzabi | december 19. – Abu-Dzabi |                       |                       | Al-Ain                | Al-Ain      | 1           |           |           |  |  |                          |                          |                          |
|  | december 15. – El-Ajn | december 15. – El-Ajn | december 15. – El-Ajn | december 19. – Abu-Dzabi | december 19. – Abu-Dzabi | december 19. – Abu-Dzabi |                       |                       | Al-Ain                | Al-Ain      | 1           |           |           |  |  |                          |                          |                          |
|  | Kasima Antlers        | Kasima Antlers        | 3                     | Kasima Antlers           | Kasima Antlers           | 1                        |                       |                       |                       |             |             |           |           |  |  |                          |                          |                          |
|  | Kasima Antlers        | Kasima Antlers        | 3                     | Kasima Antlers           | Kasima Antlers           | 1                        |                       |                       |                       |             |             |           |           |  |  |                          |                          |                          |
|  | Guadalajara           | Guadalajara           | 2                     |                          |                          | Real Madrid              | Real Madrid           | 3                     |                       |             |             |           |           |  |  |                          |                          |                          |
|  | Guadalajara           | Guadalajara           | 2                     |                          |                          | Real Madrid              | Real Madrid           | 3                     |                       |             |             |           |           |  |  |                          |                          |                          |
|  |                       |                       |                       |                          |                          |                          |                       |                       |                       |             |             |           |           |  |  |                          |                          |                          |
|  |                       |                       |                       |                          |                          |                          |                       |                       |                       |             |             |           |           |  |  |                          |                          |                          |
|  | Az 5. helyért         | Az 5. helyért         | Az 5. helyért         | Bronzmérkőzés            | Bronzmérkőzés            | Bronzmérkőzés            |                       |                       |                       |             |             |           |           |  |  |                          |                          |                          |
|  | Az 5. helyért         | Az 5. helyért         | Az 5. helyért         | Bronzmérkőzés            | Bronzmérkőzés            | Bronzmérkőzés            |                       |                       |                       |             |             |           |           |  |  |                          |                          |                          |
|  | december 18. – El-Ajn | december 18. – El-Ajn | december 18. – El-Ajn | december 22. – Abu-Dzabi | december 22. – Abu-Dzabi | december 22. – Abu-Dzabi |                       |                       |                       |             |             |           |           |  |  |                          |                          |                          |
|  | december 18. – El-Ajn | december 18. – El-Ajn | december 18. – El-Ajn | december 22. – Abu-Dzabi | december 22. – Abu-Dzabi | december 22. – Abu-Dzabi |                       |                       |                       |             |             |           |           |  |  |                          |                          |                          |
|  | Guadalajara           | Guadalajara           | 1 (5)                 | Kasima Antlers           | Kasima Antlers           | 0                        |                       |                       |                       |             |             |           |           |  |  |                          |                          |                          |
|  | Guadalajara           | Guadalajara           | 1 (5)                 | Kasima Antlers           | Kasima Antlers           | 0                        |                       |                       |                       |             |             |           |           |  |  |                          |                          |                          |
|  | Espérance de Tunis    | Espérance de Tunis    | 1 (6)                 | River Plate              | River Plate              | 4                        |                       |                       |                       |             |             |           |           |  |  |                          |                          |                          |
|  | Espérance de Tunis    | Espérance de Tunis    | 1 (6)                 | River Plate              | River Plate              | 4                        |                       |                       |                       |             |             |           |           |  |  |                          |                          |                          |

### Selejtező
| 2018. december 12. 19:30 |

| Al-Ain                             | 3–3               | Team Wellington                    |
| ---------------------------------- | ----------------- | ---------------------------------- |
| Shiotani 45' Doumbia 49' Berg 85'  | (0–3) Jegyzőkönyv | Barcia 11' Clapham 15' Ilich 44'   |
| Büntetőpárbaj                      |                   |                                    |
| Diaky Berg El Shahat Shiotani Caio | 4–3               | Allen Kilkolly Ilich Watson Gulley |

| Hazza bin Zayed Stadion, El-Ajn Nézőszám: 15279 Játékvezető: Szató Rjúdzsi (japán) |

### Negyeddöntők
| 2018. december 15. 17:00 |

| Kasima Antlers                             | 3–2               | Guadalajara                 |
| ------------------------------------------ | ----------------- | --------------------------- |
| Nagaki 49' Serginho 69' (11-esből) Abe 84' | (0–1) Jegyzőkönyv | Zaldívar 3' Léo Silva 90+4' |

| Hazza bin Zayed Stadion, El-Ajn Nézőszám: 3997 Játékvezető: Bamlak Tessema (etióp) |

| 2018. december 15. 20:30 |

| Espérance de Tunis | 0–3               | Al Ain                               |
| ------------------ | ----------------- | ------------------------------------ |
|                    | (0–2) Jegyzőkönyv | Ahmed 2' El Shahat 16' Al-Ahbabi 60' |

| Hazza bin Zayed Stadion, El-Ajn Nézőszám: 21333 Játékvezető: Jair Marrufo (amerikai) |

### Az ötödik helyért
| 2018. december 18. 17:30 |

| Espérance de Tunis                                                | 1–1               | Guadalajara                                                     |
| ----------------------------------------------------------------- | ----------------- | --------------------------------------------------------------- |
| Belaïli 39' (bün.)                                                | (1–1) Jegyzőkönyv | Sandoval 5' (bün.)                                              |
| Büntetőpárbaj                                                     |                   |                                                                 |
| Belaïli Machani Chemmam Bguir Khenissi Derbali Coulibaly Dhaouadi | 6–5               | Zaldívar Marín Godínez Van Rankin Salcido Pineda Ponce Brizuela |

| Hazza bin Zayed Stadion, El-Ajn Nézőszám: 5,883 Játékvezető: Matthew Conger (Új-zélandi) |

### Elődöntők
| 2018. december 18. 20:30 |

| River Plate                        | 2–2               | Al-Ain                                      |
| ---------------------------------- | ----------------- | ------------------------------------------- |
| Borré 11' 16'                      | (2–1) Jegyzőkönyv | Berg 3' Caio 51'                            |
| Büntetőpárbaj                      |                   |                                             |
| Scocco Quintero Pratto Borré Pérez | 4–5               | Caio Siotani Al-Ahbabi Abd ar-Rahmán Yaslam |

| Hazza bin Zayed Stadion, El-Ajn Nézőszám: 21383 Játékvezető: Gianluca Rocchi (olasz) |

| 2018. december 19. 20:30 |

| Kasima Antlers | 1–3               | Real Madrid      |
| -------------- | ----------------- | ---------------- |
| Doi 78'        | (0–1) Jegyzőkönyv | Bale 44' 53' 55' |

| Városi Sportstadion, El-Ajn Nézőszám: 30554 Játékvezető: Wilton Sampaio (brazil) |

## Bronzmérkőzés
| 2018. december 22. 17:30 |

| Kasima Antlers | 0–4               | River Plate                                           |
| -------------- | ----------------- | ----------------------------------------------------- |
|                | (0–1) Jegyzőkönyv | Zuculini 24' G. Martínez 73' 93' Borré 89' (11-esből) |

| Városi Sportstadion, El-Ajn Nézőszám: 13550 Játékvezető: Gianluca Rocchi (olasz) |

## Döntő
| 2018. december 22. 20:30 |

| Real Madrid                                           | 4–1               | Al-Ain      |
| ----------------------------------------------------- | ----------------- | ----------- |
| Modrić 14' Llorente 60' Ramos 79' Nader 90+1' (öngól) | (1–0) Jegyzőkönyv | Siotani 86' |

| Városi Sportstadion, El-Ajn Nézőszám: 40696 Játékvezető: Jair Marrufo (amerikai) |

| A 2018-as FIFA-klubvilágbajnokság győztese |
| ------------------------------------------ |
| Real Madrid 4. cím                         |

## Góllövőlista
| # | Játékos             | Csapat             | Gól |
| - | ------------------- | ------------------ | --- |
| 1 | Gareth Bale         | Real Madrid        | 3   |
| 1 | Rafael Santos Borré | River Plate        | 3   |
| 3 | Marcus Berg         | Al-Ain             | 2   |
| 3 | Gonzalo Martínez    | River Plate        | 2   |
| 3 | Siotani Cukasza     | Al-Ain             | 2   |
| 6 | Hiroki Abe          | Kasima Antlers     | 1   |
| 6 | Mohamed Ahmed       | Al-Ain             | 1   |
| 6 | Bandar Al-Ahbabi    | Al-Ain             | 1   |
| 6 | Mario Barcia        | Team Wellington    | 1   |
| 6 | Youcef Belaïli      | Espérance de Tunis | 1   |
| 6 | Caio                | Al-Ain             | 1   |
| 6 | Aaron Clapham       | Team Wellington    | 1   |
| 6 | Shoma Doi           | Kasima Antlers     | 1   |
| 6 | Tongo Doumbia       | Al-Ain             | 1   |
| 6 | Hussein El Shahat   | Al-Ain             | 1   |
| 6 | Mario Ilich         | Team Wellington    | 1   |
| 6 | Marcos Llorente     | Real Madrid        | 1   |
| 6 | Luka Modrić         | Real Madrid        | 1   |
| 6 | Ryota Nagaki        | Kasima Antlers     | 1   |
| 6 | Sergio Ramos        | Real Madrid        | 1   |
| 6 | Gael Sandoval       | Guadalajara        | 1   |
| 6 | Serginho            | Kasima Antlers     | 1   |
| 6 | Ángel Zaldívar      | Guadalajara        | 1   |
| 6 | Bruno Zuculini      | River Plate        | 1   |

1 öngól
- Léo Silva (Kasima Antlers
- Yahya Nader (Al-Ain

## Végeredmény
| Hely. | Csapat             | M | Gy | D | V | G+ | G– | Gk | P |
| ----- | ------------------ | - | -- | - | - | -- | -- | -- | - |
| 1     | Real Madrid        | 2 | 2  | 0 | 0 | 7  | 2  | +5 | 6 |
| 2     | Al-Ain (H)         | 4 | 1  | 2 | 1 | 9  | 9  | 0  | 5 |
| 3     | River Plate        | 2 | 1  | 1 | 0 | 6  | 2  | +4 | 4 |
| 4.    | Kasima Antlers     | 3 | 1  | 0 | 2 | 4  | 9  | −5 | 3 |
| 5.    | Espérance de Tunis | 2 | 0  | 1 | 1 | 1  | 4  | −3 | 1 |
| 6.    | Guadalajara        | 2 | 0  | 1 | 1 | 3  | 4  | −1 | 1 |
| 7.    | Team Wellington    | 1 | 0  | 1 | 0 | 3  | 3  | 0  | 1 |

## Díjak
A torna különdíjait a következő játékosok kapták.
| Adidas Aranylabda         | Adidas Ezüstlabda | Adidas Bronzlabda                 |
| ------------------------- | ----------------- | --------------------------------- |
| Gareth Bale (Real Madrid) | Caio (Al-Ain)     | Rafael Santos Borré (River Plate) |
| FIFA Fair Play-díj        |                   |                                   |
| Real Madrid               |                   |                                   |